# Eurothermen Resorts
Eurothermen Resorts è un Gruppo con il quale la OÖ Thermenholding GmbH gestisce tre stabilimenti termali in Alta Austria: Bad Hall, Bad Ischl und Bad Schallerbach. In tutte e tre le località il Gruppo gestisce anche alberghi e centri di cura collegati con gli stabilimenti termali.
Eurothermen Resorts nel 2009 ha registrato 1,2 milioni di visitatori, e la OÖ Thermenholding un giro di affari pari a 46,7 milioni di euro. Con circa 800 dipendenti (al 2009) il Gruppo rappresenta la più grande azienda turistica dell'Alta Austria.